# Euscelis remanei
Euscelis remanei är en insektsart som beskrevs av Strübing 1980. Euscelis remanei ingår i släktet Euscelis och familjen dvärgstritar. Inga underarter finns listade i Catalogue of Life.